# Francisco Javier Mulero Villena
Francisco Javier Mulero Villena (Barcelona, España, 17 de agosto de 1966) es un exfutbolista español que se desempeñaba como defensa central.

## Clubes
| Club                        | País   | Año       |
| --------------------------- | ------ | --------- |
| F. C. Barcelona Atlètic     | España | 1987-1989 |
| Real Burgos C. F.           | España | 1990-1991 |
| R. C. D. Mallorca           | España | 1991-1994 |
| S. D. Compostela            | España | 1994-2000 |
| Club Gimnàstic de Tarragona | España | 2000-2001 |